# النقيل (السبرة)

تعديل مصدري - تعديل

النقيل محلة تابعة لقرية ذي فريع، التابعة لعزلة المساعدة بمديرية السبرة إحدى مديريات محافظة إب في الجمهورية اليمنية.، بلغ تعداد سكانها 81 حسب تعداد اليمن لعام 2004.